# Provincia de Aceh
Aceh o Aché (Pronunciación AFI: [ʔaˈtɕɛh]) es una provincia con cierta autonomía (daerah istimewa) de Indonesia, localizada en el extremo norte de la isla de Sumatra, y es la parte más occidental de Indonesia. Hasta 2009 su nombre fue Nanggröe Aceh Darussalam. Otras formas de escribir este nombre fueron Acheh, Atjeh y Achin.
En el pasado, Aceh fue conocida por su independencia política y feroz resistencia al control extranjero, incluidos los antiguos colonos neerlandeses y el gobierno Indonesio. Aceh posee recursos naturales esenciales, como petróleo y gas - algunas estimaciones colocan las reservas de gas de esta provincia como una de las mayores del mundo. Al igual que la mayor parte de Indonesia, su población practica mayoritariamente el Islam.
Aceh fue el lugar más cercano al epicentro del gran terremoto del Océano Índico de 2004, el cual provocó un tsunami que devastó la mayor parte de la costa oeste de la región, incluida parte de la capital, Banda Aceh. Entre 130.000 y 238.000 personas murieron o desaparecieron y más de 500.000 perdieron su hogar. Esto condujo a un acuerdo de paz entre el Gobierno indonesio y el independentista Movimiento de Liberación de Aceh (GAM), mediado por el expresidente de Finlandia Martti Ahtisaari, con la firma de un acuerdo de paz definitivo el 15 de agosto de 2005.

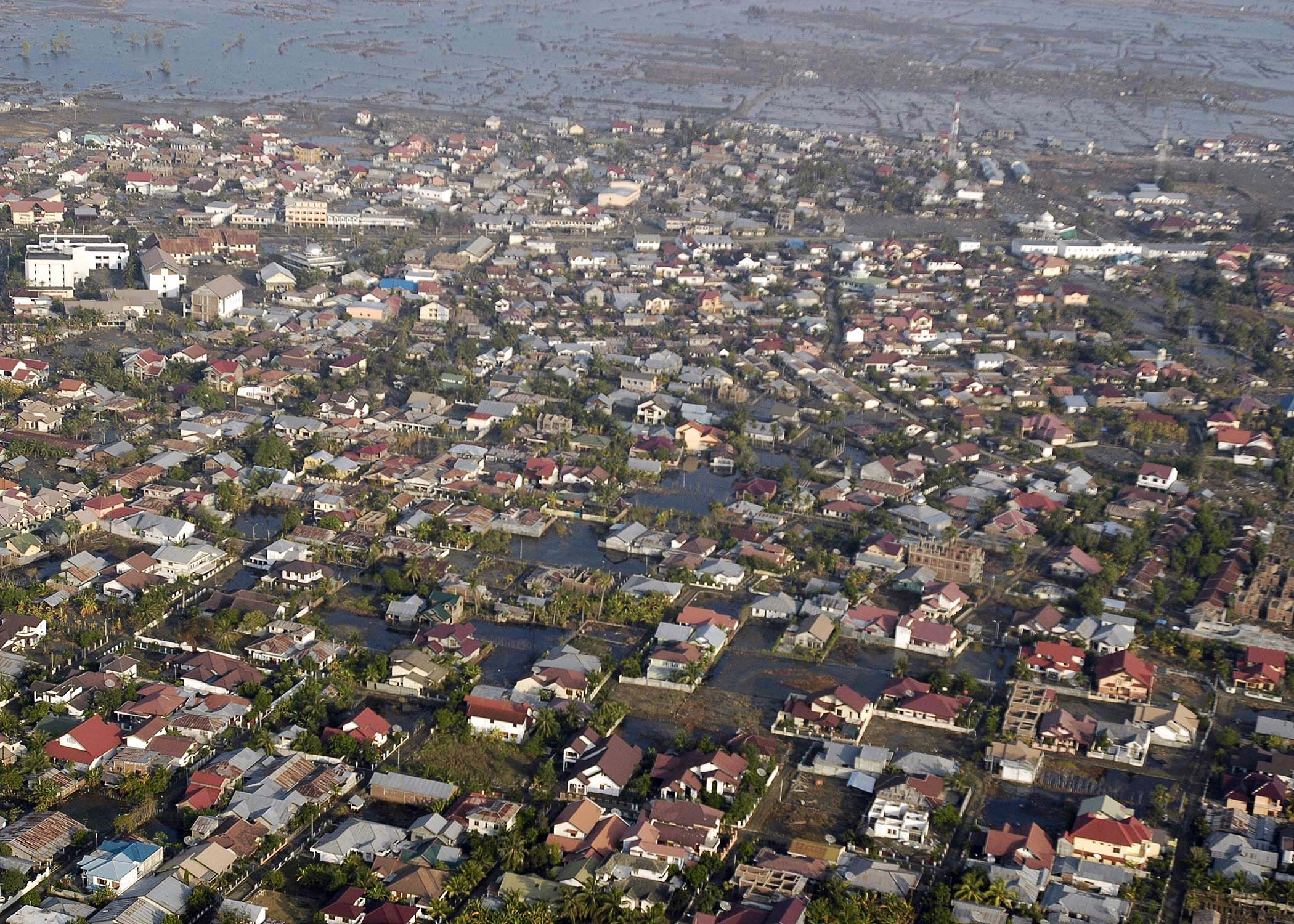
Vista de Aceh después del tsunami del 2004

En 1976 estalló un conflicto entre el Gobierno indonesio y los independentistas, que se desmovilizó en 2005. La guerra costó la vida de 15.000 personas. Se produjo, además, la desaparición forzada de otras 20.000. Cuando el GAM se desmovilizó contaba con 3000 combatientes. En aquel momento había otros 2000 prisioneros políticos acusados de colaborar con el GAM.

## Historia
En el siglo VIII el Islam entró en el Sudeste Asiático a través de Aceh. El primer reino islámico de Peureulak fue establecido alrededor del año 850 en lo que hoy es el distrito este de Aceh, cuya capital es Banda Khalifah. Después siguió Samudra Pasai (de donde procede el nombre de Sumatra) en lo que hoy es el distrito norte de Aceh, que fue recordado por Marco Polo e Ibn Battuta durante el reinado del sultán Malik uz Zahir.
El Reino de Aceh fue establecido inicialmente como un pequeño reino islámico durante el siglo XII en lo que hoy es Banda Aceh. Durante su época dorada, su territorio y su influencia política se expandieron hasta Satun en el sur de Tailandia, Johor en la península de Malaca, y Siak en lo que hoy es la provincia malaya de Riau. Desde el principio del siglo XVI, el Sultanato de Aceh estuvo implicado en una lucha por el poder casi continua primero con Portugal. Después, desde el siglo XVIII, contra los intereses coloniales del Reino Unido y los Países Bajos. A finales del siglo XVIII, Aceh tuvo que ceder su tradicional territorio de Kedah y Penang, en la península de Malaca, a los británicos.
Antes de comenzar el siglo XIX, sin embargo, Aceh había alcanzado un poder cada vez más influyente debido a su posición estratégica para controlar el comercio regional. En la década de 1820 era el suministrador de más de medio mundo de pimienta negra. El comercio de pimienta se constituyó en una nueva riqueza para el sultanato y también para los gobernantes de muchos puertos pequeños cercanos que habían estado bajo el control de Aceh, pero ahora eran capaces de hacer valer su independencia. Al principio, todos estos cambios amenazaron la integridad de Aceh, pero un nuevo sultán, Tuanku Ibrahim que controló el reino agresiva y satisfactoriamente, desde 1838 a 1870, reafirmó el poder sobre los puertos cercanos.
En el Tratado de Londres de 1824 los británicos cedieron el control a los neerlandeses de todas las posesiones británicas en Sumatra. En dicho tratado, los británicos describieron Aceh como una de sus posesiones, a pesar de que no tuvieran ningún control real sobre el sultanato. Inicialmente, conforme el acuerdo, los neerlandeses decidieron respetar la independencia de Aceh. Sin embargo en 1871, los británicos abandonaron su anterior oposición a la ocupación holandesa de Aceh, posiblemente para impedir a Francia o a los Estados Unidos que lograran establecerse en la región. Aunque ni los neerlandeses ni los británicos conocieran algo en concreto, hubo rumores desde 1850 de que Aceh mantuvo comunicación con los gobernantes franceses y con los del Imperio otomano.

### La Guerra de Aceh
La Guerra de Aceh fue el conflicto armado entre los Países Bajos y el Sultanato de Aceh, acaecido entre 1873 y 1904.
Los neerlandeses consideraron al sultanato ocupante de su esfera de influencia en Sumatra septentrional y lo invadieron. Aunque el sultán se rindió, los achineses combatieron a los neerlandeses en una prolongada y costosa guerra de guerrillas, la cual los neerlandeses fueron capaces de ganar sólo con el reconocimiento de la zona y diseñando una nueva estrategia que dependió de bases fortificadas.

## Administración
La provincia de Aceh es un tipo de provincia especial, llamada territorio especial (daerah istimewa), una designación administrativa dada por el gobierno central de Yakarta y que denota la creciente autonomía que tiene esta provincia.
Administrativamente la provincia de Aceh está subdividida en 18 kabupaten y 5 kota. La capital y la ciudad más grande es Banda Aceh, localizada en la costa en el norte de la isla de Sumatra. Algunas áreas están intentando crear autonomías con el objetivo de mejorar el control sobre la gestión y el desarrollo local.
| Nombre                    | Capital               | Est. | Estatuto   | Área (km²) |
| ------------------------- | --------------------- | ---- | ---------- | ---------- |
| Kabupaten Aceh Besar      | Jantho                | 1956 | UU 24/1956 |            |
| Kabupaten Aceh Barat      | Meulaboh              | 1956 | UU 24/1956 | 2927,95    |
| Kabupaten Aceh Barat Daya | Blangpidie            | 2002 | UU 4/2002  | 1490,60    |
| Kabupaten Aceh Jaya       | Calang                | 2002 | UU 4/2002  | 3812,99    |
| Kabupaten Aceh Selatan    | Tapaktuan             | 1956 | UU 24/1956 | 4946       |
| Kabupaten Aceh Singkil    | Singkil               | 1999 | UU 14/1999 | 2185       |
| Kabupaten Aceh Tamiang    | Karang Baru           | 2002 | UU 4/2002  | 1956,72    |
| Kabupaten Aceh Tengah     | Takengon              | 1956 | UU 24/1956 | 4318,39    |
| Kabupaten Aceh Tenggara   | Kutacane              | 1974 | UU 7/1974  | 4231,41    |
| Kabupaten Aceh Timur      | Idi Rayeuk            | 1956 | UU 24/1956 | 6286,01    |
| Kabupaten Aceh Utara      | Lhoksukon             | 1956 | UU 24/1956 | 3477,92    |
| Kabupaten Bener Meriah    | Simpang Tiga Redelong | 2003 | UU 41/2003 | 1454,09    |
| Kabupaten Bireuen         | Bireuen               | 1999 | UU 48/1999 | 1901,21    |
| Kabupaten Gayo Lues       | Blangkejeren          | 2002 | UU 4/2002  | 5719,58    |
| Kabupaten Nagan Raya      | Suka Makmue           | 2002 | UU 4/2002  | 3363,72    |
| Kabupaten Pidie           | Sigli                 | 1956 | UU 24/1956 | 3086,95    |
| Kabupaten Pidie Jaya      | Meureudu              | 2007 | UU 7/2007  | 1073,6     |
| Kabupaten Simeulue        | Sinabang              | 1999 | UU 48/1999 | 2125,12    |
| Kota Banda Aceh           | *                     | 1956 | UU 24/1956 |            |
| Kota Langsa               | **                    | 2001 | UU 3/2001  | 262,41     |
| Kota Lhokseumawe          | **                    | 2001 | UU 2/2001  | 181,06     |
| Kota Sabang               | **                    |      |            |            |
| Kota Subulussalam         | **                    | 2007 | UU 8/2007  | 1391       |

Notas:
1. (*) es una ciudad y la capital de la provincia y (**) es una ciudad.
2. UU es una abreviación de decreto ley en Indonesia.